# Italian Chapel
Italian Chapel är ett kapell på Lamb Holm i Orkneyöarna, Skottland som byggdes av italienska krigsfångar från strider i Afrika under andra världskriget. Fångarna stannade på ön mellan 1942 och 1945 för att hjälpa till vid byggandet av Churchill Barriers.
Kapellet byggdes av två Nissenbaracker vars kortsidor  sammanfogades. De täcktes invändigt  med gipsskivor som dekorerades av Domenico Chiochetti från Moena, som stannade kvar på ön för att bygga klart kapellet även om de andra fångarna släpptes strax efter krigets slut. Han avled år 1999 efter att ha besökt sitt livsverk flera gånger.
Frescomålningarna renoverades år 2015 av den italienska konservatorn Antonella Papa från Rom.
Altaret och delar av fasaden är av betong.
Idag är kapellet en populär turistattraktion och det kommer över 100 000 turister hit varje år. 

## Bilder

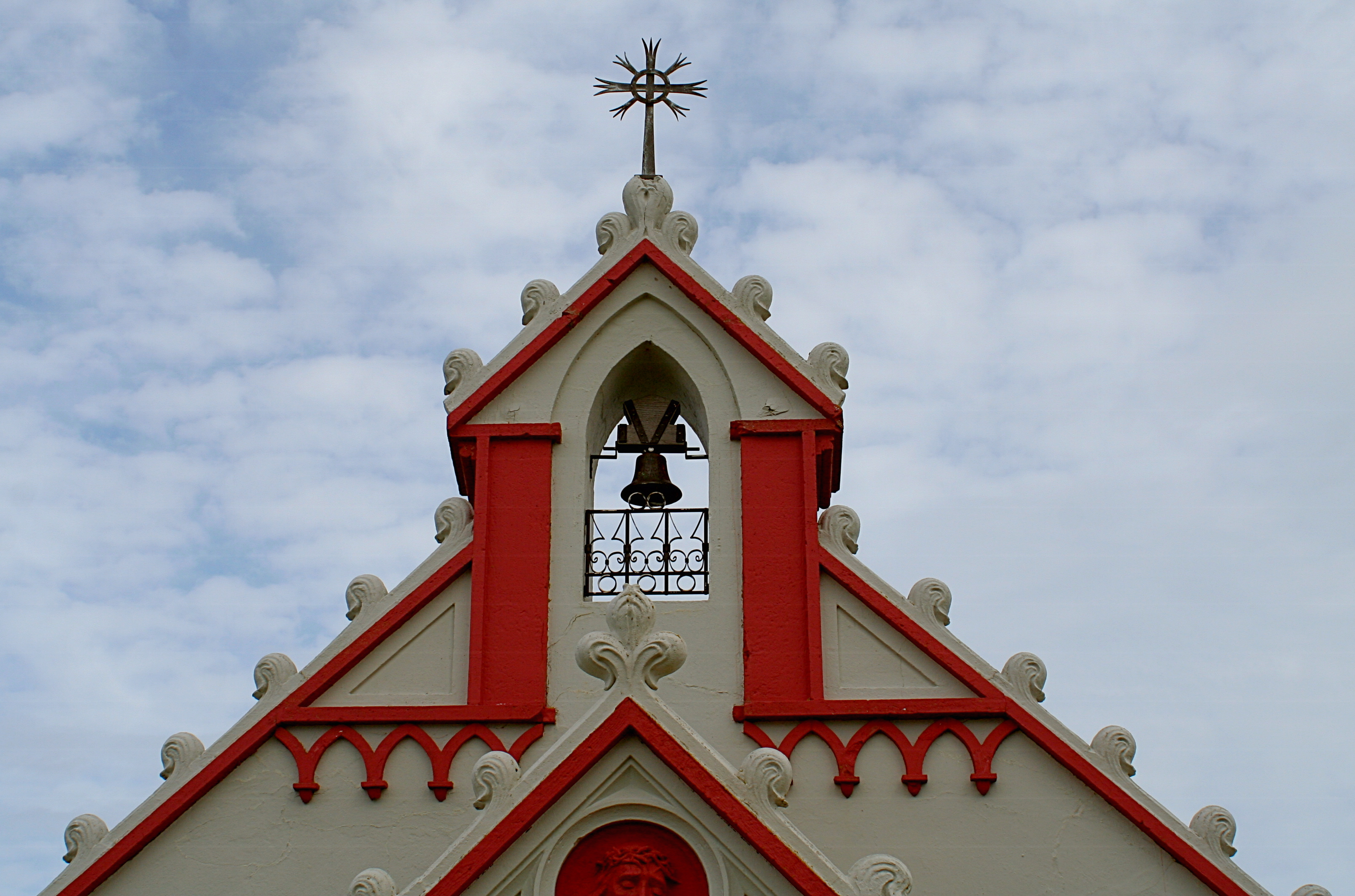
Kyrkklockan
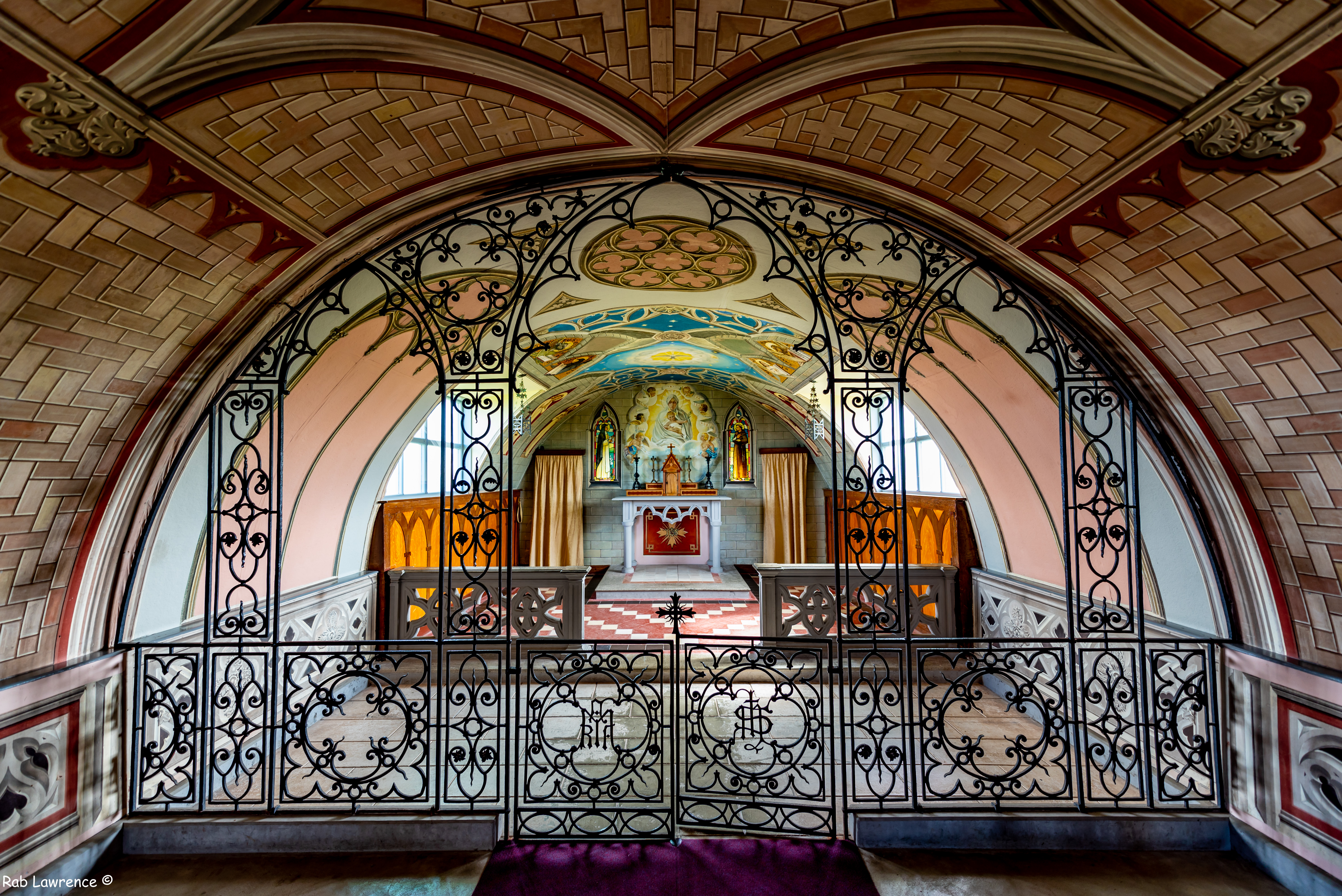
Interiör
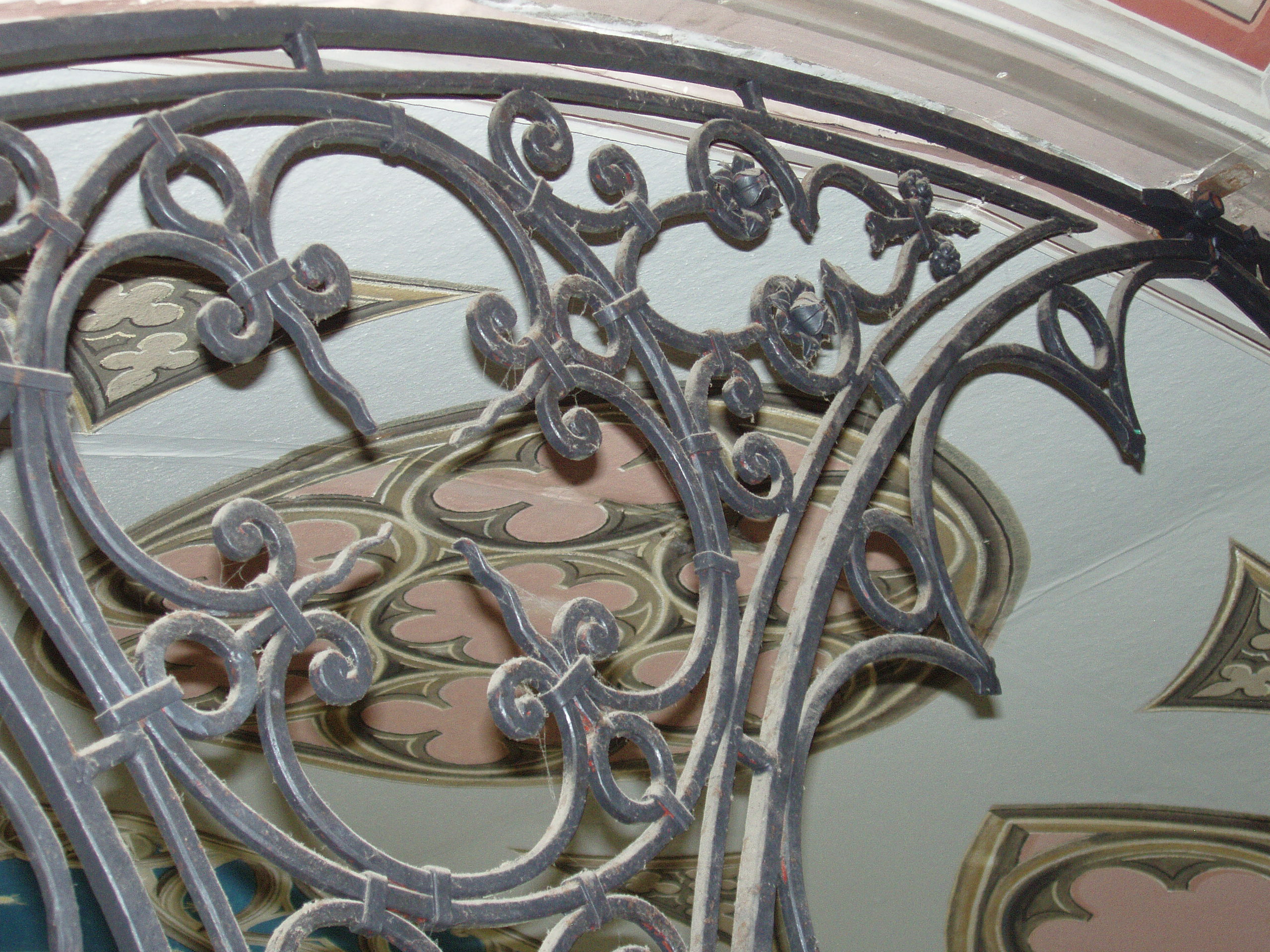
Smidesdetaljer